# Akysis
Akysis là một chi cá da trơn trong họ Akysidae thuộc bộ cá da trơn. Vào năm 1996, nó đã được định nghĩa, kể cả Parakysis, Acrochordonichthys, Breitensteinia. Năm 1998, nó được ghi nhận là một chi riêng

## Các loài
Hiện hành có 24 loài được ghi nhận trong chi này:
- Akysis bilustris Ng, 2011[4]
- Akysis brachybarbatus Chen, 1981
- Akysis clavulus Ng & Freyhof, 2003
- Akysis clinatus Ng & Rainboth, 2005
- Akysis ephippifer Ng & Kottelat, 1998
- Akysis fontaneus Ng, 2009
- Akysis fuliginatus Ng & Rainboth, 2005
- Akysis galeatus Page, Rachmatika & Robins, 2007
- Akysis hendricksoni Alfred, 1966
- Akysis heterurus Ng, 1996
- Akysis longifilis Ng, 2006
- Akysis maculipinnis Fowler, 1934
- Akysis manipurensis (Arunkumar, 2000)
- Akysis microps Ng & Tan, 1999
- Akysis pictus Günther, 1883 (Burmese stream catfish)
- Akysis portellus Ng, 2009
- Akysis prashadi Hora, 1936 (Indawgyi stream catfish)
- Akysis pulvinatus Ng, 2007
- Akysis recavus Ng & Kottelat, 1998
- Akysis scorteus Page, Hadiaty & López, 2007
- Akysis variegatus (Bleeker, 1846)
- Akysis varius Ng & Kottelat, 1998
- Akysis vespa Ng & Kottelat, 2004
- Akysis vespertinus Ng, 2008